# Tron: Ares (banda sonora)
Tron: Ares (Original Motion Picture Soundtrack) es el próximo álbum de la banda sonora de la película homónima de 2025, que se estrenará el 19 de septiembre de 2025. La banda sonora fue compuesta por la banda estadounidense de rock industrial Nine Inch Nails. A diferencia de numerosas bandas sonoras anteriores compuestas por los miembros de la banda, Trent Reznor y Atticus Ross, que llevan sus nombres, Tron: Ares tomó el nombre del grupo para una banda sonora cinematográfica.

## Trasfondo
Trent Reznor y Atticus Ross fueron elegidos para componer la tercera banda sonora de la serie de películas Tron, tras la banda sonora de la música electrónica Wendy Carlos para Tron (1982) y la banda sonora del dúo de house francés Daft Punk para Tron: Legacy (2010). Daft Punk se había separado desde que compuso Legacy y, a instancias del productor de Ares, Sean Bailey, Tom MacDougall, presidente de Walt Disney Music, se acercó a Reznor y Ross para trabajar en Tron: Ares poco después de completar el trabajo en la banda sonora de la película Soul (2020). El dúo no había tomado antes el nombre de su banda para una banda sonora de su repertorio que abarca más de una docena de películas, y la solicitud de Disney de que se les acreditara como su banda fue inesperada para ellos.
Reznor afirmó sentirse presionado no solo por la expectativa de suceder a Carlos y Daft Punk, sino también por las implicaciones de adoptar el nombre de la banda. Bromeó diciendo: «A veces, para terminar esta película, me despierto a las cuatro de la mañana con un poco más de frecuencia que antes». Mientras que Daft Punk utilizó una orquesta para la banda sonora de Legacy, Reznor y Ross no utilizaron «ni un segundo». Describieron el sonido como «preciso y desagradable por momentos», aunque no lo consideraron «atonal ni agobiante». Con la inclusión de canciones originales además de la banda sonora compuesta, Reznor afirmó que un oyente podía escuchar la banda sonora como si fuera un álbum convencional de Nine Inch Nails.

## Lanzamiento
La banda sonora de Nine Inch Nails para Tron: Ares será lanzada por Interscope Records el 19 de septiembre de 2025 y constará de 24 temas. El sencillo «As Alive as You Need Me to Be» se lanzó el 17 de julio de 2025, después de que el título apareciera en camisetas vendidas durante la gira Peel It Back de la banda. Fue producido con Boys Noize, colaborador de la banda.

## Lista de canciones
| N.º | Título                          | Duración |  |
| 1.  | «Init»                          |          |  |
| 2.  | «Forked Reality»                |          |  |
| 3.  | «As Alive as You Need Me to Be» | 3:53     |  |
| 4.  | «Echoes»                        |          |  |
| 5.  | «This Changes Everything»       |          |  |
| 6.  | «In the Image Of»               |          |  |
| 7.  | «I Know You Can Feel It»        |          |  |
| 8.  | «Permanence»                    |          |  |
| 9.  | «Infiltrator»                   |          |  |
| 10. | «100% Expendable»               |          |  |
| 11. | «Still Remains»                 |          |  |
| 12. | «Who Wants to Live Forever?»    |          |  |
| 13. | «Building Better Worlds»        |          |  |
| 14. | «Target Identified»             |          |  |
| 15. | «Daemonize»                     |          |  |
| 16. | «Empathetic Response»           |          |  |
| 17. | «What Have You Done?»           |          |  |
| 18. | «A Question of Trust»           |          |  |
| 19. | «Ghost in the Machine»          |          |  |
| 20. | «No Going Back»                 |          |  |
| 21. | «Nemesis»                       |          |  |
| 22. | «New Directive»                 |          |  |
| 23. | «Out in the World»              |          |  |
| 24. | «Shadow Over Me»                |          |  |